# Голдстейн, Элла
Элла Голдстейн (Элеонора Гольдштейн, англ. Ella Goldstein; род. 30 января 1927, Харбин) — американская пианистка, родившаяся в семье российских евреев.

## Биография
Отец — Уриель Моисеевич Гольдштейн, скрипач и дирижёр, мать — его вторая жена Вера Исаевна Диллон (Блювштейн-Диллон), пианистка и музыкальный педагог, сестра поэтессы Рахели Блювштейн, племянница филолога И. Е. Мандельштама. Сводный брат, сын У. М. Гольдштейна от первой жены, оперной певицы Розалии Павловны Дунаевской (?—1961) — эссеист и мемуарист Павел Гольдштейн (1917—1982).
Училась музыке у родителей в Харбине, с девятилетнего возраста концертировала в Китае и Японии. В 1938—1939 гг. училась в Амстердаме у Александра Боровского, затем в Тель-Авиве у Лео Кестенберга. В годы Второй мировой войны интенсивно выступала в Палестине. В 1947 г. дебютировала в США, где вскоре обосновалась насовсем. На рубеже 1940—1950-х гг. осуществила несколько записей, в том числе Сонаты № 23 «Аппассионата» Людвига ван Бетховена, циклов Роберта Шумана «Карнавал» и Модеста Мусоргского «Картинки с выставки», а также двух сонат Бетховена для скрипки и фортепиано (с Иосифом Бернштейном, концертмейстером Палестинского симфонического оркестра). В 1953 г. удостоена первой премии на Международном конкурсе пианистов имени Бузони.